# 绍斯特鲁普
绍斯特鲁普（德語：Saustrup）是德国石勒苏益格－荷尔斯泰因州的一个市镇。总面积8.14平方公里，总人口207人，其中男性108人，女性99人（2011年12月31日），人口密度25人/平方公里。